# Dyskografia AKB48
Dyskografia AKB48 – japońskiego girlsbandu stworzonego przez Yasushiego Akimoto i działającego od 2005 roku.

## Single
| Rok  | #  | Tytuł | Ranking                     | Ranking                 | Sprzedaż  | Sprzedaż                         | Album                                     |
| Rok  | #  | Tytuł | Oricon Weekly Singles Chart | Billboard Japan Hot 100 | Oricon    | Billboard Japan                  | Album                                     |
| ---- | -- | --- | --------------------------- | ----------------------- | --------- | -------------------------------- | ----------------------------------------- |
| 2006 | –  | „Sakura no hanabiratachi” (jap. 桜の花びらたち) | 10                          |                         | 46 274    |                                  | Set List ~Greatest Songs 2006–2007~       |
| 2006 | –  | „Skirt, hirari” (jap. スカート、ひらり) | 13                          | 20 609                  |           |                                  | Set List ~Greatest Songs 2006–2007~       |
| 2006 | 1  | „Aitakatta” (jap. 会いたかった) | 12                          | 55 308                  |           |                                  | Set List ~Greatest Songs 2006–2007~       |
| 2007 | 2  | „Seifuku ga jama o suru” (jap. 制服が邪魔をする) | 7                           | 21 989                  |           |                                  | Set List ~Greatest Songs 2006–2007~       |
| 2007 | 3  | „Keibetsu shiteita aijō” (jap. 軽蔑していた愛情) | 8                           | 22 671                  |           |                                  | Set List ~Greatest Songs 2006–2007~       |
| 2007 | 4  | „BINGO!” | 6                           | 25 611                  |           |                                  | Set List ~Greatest Songs 2006–2007~       |
| 2007 | 5  | „Boku no taiyō” (jap. 僕の太陽) | 6                           | 28 840                  |           |                                  | Set List ~Greatest Songs 2006–2007~       |
| 2007 | 6  | „Yūhi o miteiru ka?” (jap. 夕陽を見ているか?) | 10                          | 18 429                  |           |                                  | Set List ~Greatest Songs 2006–2007~       |
| 2008 | 7  | „Romance, irane” (jap. ロマンス、イラネ) | 6                           | 22                      | 23 209    | Set List ... Kanzenban           |                                           |
| 2008 | 8  | „Sakura no hanabiratachi 2008” (jap. 桜の花びらたち2008) | 10                          | 26                      | 28 429    | Set List ... Kanzenban           |                                           |
| 2008 | 9  | „Baby! Baby! Baby!” |                             | —                       |           |                                  | Kamikyokutachi                            |
| 2008 | 10 | „Ōgoe Diamond” (jap. 大声ダイヤモンド) | 3                           | 13                      | 96 566    |                                  | Kamikyokutachi                            |
| 2009 | 11 | „10nen zakura” (jap. 10年桜 Jūnen zakura) | 3                           | 13                      | 124 700   |                                  | Kamikyokutachi                            |
| 2009 | 12 | „Namida Surprise!” (jap. 涙サプライズ!) | 2                           | 5                       | 168 826   |                                  | Kamikyokutachi                            |
| 2009 | 13 | „Iiwake Maybe” (jap. 言い訳Maybe) | 2                           | 2                       | 145 776   |                                  | Kamikyokutachi                            |
| 2009 | 14 | „RIVER” | 1                           | 2                       | 260 553   |                                  | Kamikyokutachi                            |
| 2010 | 15 | „Sakura no shiori” (jap. 桜の栞) | 1                           | 1                       | 404 696   |                                  | Kamikyokutachi                            |
| 2010 | 16 | „Ponytail to shushu” (jap. ポニーテールとシュシュ) | 1                           | 1                       | 740 291   | Koko ni ita koto                 |                                           |
| 2010 | 17 | „Heavy Rotation” (jap. ヘビーローテーション) | 1                           | 1                       | 881 519   | Koko ni ita koto                 |                                           |
| 2010 | 18 | „Beginner” | 1                           | 1                       | 1 039 362 | Koko ni ita koto                 |                                           |
| 2010 | 19 | „Chance no junban” (jap. チャンスの順番) | 1                           | 1                       | 694 042   | Koko ni ita koto                 |                                           |
| 2011 | 20 | „Sakura no ki ni narō” (jap. 桜の木になろう) | 1                           | 1                       | 1 081 686 | 1830m                            |                                           |
| 2011 | 21 | „Everyday, Katyusha” (jap. Everyday、カチューシャ) | 1                           | 1                       | 1 608 299 | 1830m                            |                                           |
| 2011 | 22 | „Flying Get” (jap. フライングゲット) | 1                           | 1                       | 1 625 849 | 1830m                            |                                           |
| 2011 | 23 | „Kaze wa fuiteiru” (jap. 風は吹いている) | 1                           | 1                       | 1 457 113 | 1830m                            |                                           |
| 2011 | 24 | „Ue kara Mariko” (jap. 上からマリコ) | 1                           | 1                       | 1 304 903 | 1830m                            |                                           |
| 2012 | 25 | „GIVE ME FIVE!” | 1                           | 1                       | 1 436 519 | 1830m                            |                                           |
| 2012 | 26 | „Manatsu no Sounds good!” (jap. 真夏のSounds good!) | 1                           | 1                       | 1 822 220 | Tsugi no ashiato                 |                                           |
| 2012 | 27 | „Gingham Check” (jap. ギンガムチェック) | 1                           | 1                       | 1 316 240 | Tsugi no ashiato                 |                                           |
| 2012 | 28 | „UZA” | 1                           | 1                       | 1 263 148 | Tsugi no ashiato                 |                                           |
| 2012 | 29 | „Eien Pressure” (jap. 永遠プレッシャー) | 1                           | 1                       | 1 206 869 | Tsugi no ashiato                 |                                           |
| 2013 | 30 | „So long!” | 1                           | 1                       | 1 132 853 | Tsugi no ashiato                 |                                           |
| 2013 | 31 | „Sayonara Crawl” (jap. さよならクロール) | 1                           | 1                       | 1 955 800 | Tsugi no ashiato                 |                                           |
| 2013 | 32 | „Koisuru Fortune Cookie” (jap. 恋するフォーチュンクッキー) | 1                           | 1                       | 1 549 343 | Tsugi no ashiato                 |                                           |
| 2013 | 33 | „Heart Electric” (jap. ハート・エレキ) | 1                           | 1                       | 1 294 197 | Koko ga Rhodes da, koko de tobe! |                                           |
| 2013 | 34 | „Suzukake no ki no michi de „Kimi no hohoemi o yume ni miru” to itte shimattara bokutachi no kankei wa dō kawatte shimau no ka, bokunari ni nannichi ka kangaeta ue de no yaya kihazukashii ketsuron no yō na mono” (jap. 鈴懸の木の道で「君の微笑みを夢に見る」と言ってしまったら僕たちの関係はどう変わってしまうのか、僕なりに何日か考えた上でのやや気恥ずかしい結論のようなもの) | 1                           | 1                       | 1 086 491 | Koko ga Rhodes da, koko de tobe! |                                           |
| 2014 | 35 | „Mae shika mukanee” (jap. 前しか向かねえ) | 1                           | 1                       | 1 153 906 | Koko ga Rhodes da, koko de tobe! |                                           |
| 2014 | 36 | „Labrador Retriever” (jap. ラブラドール・レトリバー) | 1                           | 1                       | 1 787 367 | Koko ga Rhodes da, koko de tobe! |                                           |
| 2014 | 37 | „Kokoro no Placard” (jap. 心のプラカード) | 1                           | 1                       | 1 061 976 | Koko ga Rhodes da, koko de tobe! |                                           |
| 2014 | 38 | „Kibōteki Refrain” (jap. 希望的リフレイン) | 1                           | 1                       | 1 199 429 | Koko ga Rhodes da, koko de tobe! |                                           |
| 2015 | 39 | „Green Flash” | 1                           | 1                       | 1 045 492 | 0 to 1 no aida                   |                                           |
| 2015 | 40 | „Bokutachi wa tatakawanai” (jap. 僕たちは戦わない) | 1                           | 1                       | 1 782 897 | 0 to 1 no aida                   |                                           |
| 2015 | 41 | „Halloween Night” (jap. ハロウィーン・ナイト) | 1                           | 1                       | 1 331 573 | 0 to 1 no aida                   |                                           |
| 2015 | 42 | „Kuchibiru ni Be My Baby” (jap. 唇に Be My Baby) | 1                           | 1                       | 1 093 559 | Thumbnail                        |                                           |
| 2016 | 43 | „Kimi wa Melody” (jap. 君はメロディー) | 1                           | 1                       | 1 296 593 | Thumbnail                        | 1 470 789+                                |
| 2016 | 44 | „Tsubasa wa iranai” (jap. 翼はいらない) | 1                           | 1                       | 1 519 387 | Thumbnail                        | 2 507 403+                                |
| 2016 | 45 | „LOVE TRIP/Shiawase o wakenasai” (jap. LOVE TRIP/しあわせを分けなさい) | 1                           | 1                       | 1 217 750 | Thumbnail                        | 1 412 112+                                |
| 2016 | 46 | „High Tension” (jap. ハイテンション) | 1                           | 1                       | 1 222 461 | Thumbnail                        | 1 726 089+                                |
| 2017 | 47 | „Shoot Sign” (jap. シュートサイン) | 1                           | 1                       | 1 086 412 | 1 352 270+                       | Bokutachi wa, ano hi no yoake o shitteiru |
| 2017 | 48 | „Negaigoto no mochigusare” (jap. 願いごとの持ち腐れ) | 1                           | 1                       | 1 392 231 | 2 647 933+                       | Bokutachi wa, ano hi no yoake o shitteiru |
| 2017 | 49 | „#sukinanda” (jap. ＃好きなんだ) | 1                           | 1                       | 1 129 165 | 1 493 543+                       | Bokutachi wa, ano hi no yoake o shitteiru |
| 2017 | 50 | „11-gatsu no Anklet” (jap. 11月のアンクレット) | 1                           | 1                       | 1 125 239 | 1 533 025+                       | Bokutachi wa, ano hi no yoake o shitteiru |
| 2018 | 51 | „ja-ba-ja” (jap. ジャーバージャ) | 1                           | 1                       | 1 172 399 | 1 260 919+                       | –                                         |
| 2018 | 52 | „Teacher Teacher” | 1                           | 1                       | 1 817 952 | 2 922 460+                       | –                                         |
| 2018 | 53 | „Sentimental Train” (jap. センチメンタルトレイン) | 1                           | 1                       | 1 476 462 | 1 639 512+                       | –                                         |
| 2018 | 54 | „NO WAY MAN” | 1                           | 1                       | 1 236 786 | 1 384 997+                       | –                                         |
| 2019 | 55 | „Jiwaru DAYS” (jap. ジワるDAYS) | 1                           | 1                       | 1 308 315 | 1 461 780+                       | –                                         |
| 2019 | 56 | „Sustainable” (jap. サステナブル) | 1                           | 1                       | 1 412 586 | 1 668 252+                       | –                                         |
| 2020 | 57 | „Shitsuren, arigatō” (jap. 失恋、ありがとう) | 1                           | 1                       | 1 199 923 | 1 456 015+                       | –                                         |
| 2021 | 58 | „Ne mo ha mo Rumor” (jap. 根も葉もRumor) | 1                           | 1                       | 451 866   | 561 370+                         | –                                         |
| 2022 | 59 | „Moto kare desu” (jap. 元カレです) |                             |                         |           |                                  | –                                         |

## Albumy

### Best album
| Rok                                            | Dane dot. albumu | Oricon Weekly Albums Chart | Sprzedaż     | Certyfikaty RIAJ |
| ---------------------------------------------- | --- | -------------------------- | ------------ | ---------------- |
| 2008                                           | SET LIST ~Greatest Songs 2006–2007~ - Wydany: 1 stycznia 2008 - Wytwórnia: DefSTAR Records - Format: CD, digital download | 29                         | JPN: 100 557 | Platyna          |
| 2010                                           | Kamikyokutachi - Wydany: 7 kwietnia 2010 - Wytwórnia: King Records - Format: CD, digital download                         | 1                          | JPN: 565 117 | Podwójna platyna |
| 2010                                           | SET LIST ~Greatest Songs~ Kanzenban - Wydany: 14 lipca 2010 - Wytwórnia: King Records - Format: CD, digital download      | 2                          | JPN: 170 861 | Złota            |
| 2015                                           | 0 to 1 no aida - Wydany: 18 listopada 2015 - Wytwórnia: King Records - Format: CD, digital download                       | 1                          | JPN: 715 109 | Potrójna platyna |
| "–" oznacza, że wydawnictwo nie było notowane. | |                            |              |                  |

### Original album
| Rok                                            | Dane dot. albumu | Oricon Weekly Albums Chart | Sprzedaż       | Certyfikaty RIAJ |
| ---------------------------------------------- | --- | -------------------------- | -------------- | ---------------- |
| 2011                                           | Koko ni ita koto - Wydany: 8 czerwca 2011 - Wytwórnia: King Records - Format: CD, digital download                            | 1                          | JPN: 884 280   | Milion           |
| 2012                                           | 1830m - Wydany: 15 sierpnia 2012 - Wytwórnia: King Records - Format: CD, digital download                                     | 1                          | JPN: 1 042 879 | Milion           |
| 2014                                           | Tsugi no ashiato - Wydany: 22 stycznia 2014 - Wytwórnia: King Records - Format: CD, digital download                          | 1                          | JPN: 1 041 951 | Milion           |
| 2015                                           | Koko ga Rhodes da, koko de tobe! - Wydany: 21 stycznia 2015 - Wytwórnia: King Records - Format: CD, digital download          | 1                          | JPN: 780 591   | Potrójna platyna |
| 2017                                           | Thumbnail - Wydany: 25 stycznia 2017 - Wytwórnia: King Records - Format: CD, digital download                                 | 1                          | JPN: 623 132   | Podwójna platyna |
| 2018                                           | Bokutachi wa, ano hi no yoake o shitteiru - Wydany: 24 stycznia 2018 - Wytwórnia: King Records - Format: CD, digital download | 1                          | JPN: 611 056   | Podwójna platyna |
| "–" oznacza, że wydawnictwo nie było notowane. | |                            |                |                  |

### Albumy z przedstawieniami teatralnymi
| Rok                                            | Dane dot. albumu | Oricon Weekly Albums Chart | Sprzedaż                                     |
| DefSTAR Records                                | DefSTAR Records | DefSTAR Records            | DefSTAR Records                              |
| ---------------------------------------------- | --- | -------------------------- | -------------------------------------------- |
| 2007                                           | Team A 1st Stage „PARTY ga hajimaru yo” (jap. チームA 1st Stage「PARTYが始まるよ」) - Wydany: 7 marca 2007 | 180                        | JPN: 1365                                    |
| 2007                                           | Team A 2nd Stage „Aitakatta” (jap. チームA 2nd Stage「会いたかった」) - Wydany: 7 marca 2007 | 181                        | JPN: 1958                                    |
| 2007                                           | Team A 3rd Stage „Dareka no tame ni” (jap. チームA 3rd Stage「誰かのために」) - Wydany: 7 marca 2007 | 160                        | JPN: 2186                                    |
| 2007                                           | Team K 1st Stage „Party ga hajimaru yo” (jap. チームK 1st Stage「PARTYが始まるよ」) - Wydany: 7 marca 2007 | 247                        | JPN: 1242                                    |
| 2007                                           | Team K 2nd Stage „Seishun Girls” (jap. チームK 2nd Stage「青春ガールズ」) - Wydany: 7 marca 2007 | 190                        | JPN: 1516                                    |
| 2007                                           | Team K 3rd Stage „Nōnai Paradise” (jap. チームK 3rd Stage「脳内パラダイス」) - Wydany: 7 marca 2007 | 188                        | JPN: 3121                                    |
| AKS                                            | |                            |                                              |
| 2009                                           | Team A 5th Stage „Ren'ai kinshi jōrei” (jap. チームA 5th Stage「恋愛禁止条例」) - Wydany: 11 sierpnia 2009 | –                          | sprzedany tylko w teatrze AKB48 i Internecie |
| 2009                                           | Team K 5th Stage „Saka agari” (jap. チームK 5th Stage「逆上がり」) - Wydany: 11 sierpnia 2009 | –                          | sprzedany tylko w teatrze AKB48 i Internecie |
| 2009                                           | Team B 4th Stage „Idol no yoake” (jap. チームB 4th Stage「アイドルの夜明け」) - Wydany: 11 sierpnia 2009 | –                          | sprzedany tylko w teatrze AKB48 i Internecie |
| 2010                                           | Team K 6th Stage „RESET” (jap. チームK 6th Stage「RESET」) - Wydany: 7 sierpnia 2010 | –                          | sprzedany tylko w teatrze AKB48 i Internecie |
| 2010                                           | Team B 5th Stage „Theater no megami” (jap. チームB 5th Stage「シアターの女神」) - Wydany: 7 sierpnia 2010 | –                          | sprzedany tylko w teatrze AKB48 i Internecie |
| 2010                                           | Team A 6th Stage „Mokugekisha” (jap. チームA 6th Stage「目撃者」) - Wydany: 18 września 2010 | –                          | sprzedany tylko w teatrze AKB48 i Internecie |
| Seria Studio Recordings Collection             | |                            |                                              |
| 2013                                           | Team A 1st Stage „PARTY ga hajimaru yo” ~Studio Recordings Collection~ (jap. Team A 1st stage「PARTYが始まるよ」～studio recordings コレクション～) - Wydany: 1 stycznia 2013                                 | 73                         | JPN: 4063                                    |
| 2013                                           | Team A 2nd Stage „Aitakatta” ~Studio Recordings Collection~ (jap. Team A 2nd stage「会いたかった」～studio recordings コレクション～) - Wydany: 1 stycznia 2013                                               | 88                         | JPN: 3442                                    |
| 2013                                           | Team A 2nd Stage „Aitakatta” ~Studio Recordings Collection~ (jap. Team A 2nd stage「会いたかった」～studio recordings コレクション～) - Wydany: 1 stycznia 2013                                               | 88                         | JPN: 3442                                    |
| 2013                                           | Team A 3rd Stage „Dareka no tame ni” ~Studio Recordings Collection~ (jap. Team A 3rd stage「誰かのために」～studio recordings コレクション～) - Wydany: 1 stycznia 2013                                       | 84                         | JPN: 3592                                    |
| 2013                                           | Team A 4th Stage „Tadaima ren'aichū” ~Studio Recordings Collection~ (jap. Team A 4th stage「ただいま恋愛中」～studio recordings コレクション～) - Wydany: 1 stycznia 2013                                     | 27                         | JPN: 10 205                                  |
| 2013                                           | Team A 5th Stage „Renai kinshi jōrei” ~Studio Recordings Collection~ (jap. Team A 5th stage「恋愛禁止条例」～studio recordings コレクション～) - Wydany: 1 stycznia 2013                                      | 47                         | JPN: 7474                                    |
| 2013                                           | Team A 6th Stage „Mokugekisha” ~Studio Recordings Collection~ (jap. Team A 6th Stage「目撃者」～studio recordings コレクション～) - Wydany: 1 stycznia 2013                                                   | 40                         | JPN: 8363                                    |
| 2013                                           | Team K 1st Stage „PARTY ga hajimaru yo” ~Studio Recordings Collection~ (jap. Team K 1st stage「PARTYが始まるよ」～studio recordings コレクション～) - Wydany: 1 stycznia 2013                                 | 115                        | JPN: 2528                                    |
| 2013                                           | Team K 2nd Stage „Seishun Girls” ~Studio Recordings Collection~ (jap. Team K 2nd stage「青春ガールズ」～studio recordings コレクション～) - Wydany: 1 stycznia 2013                                           | 93                         | JPN: 3105                                    |
| 2013                                           | Team K 3rd Stage „Nōnai Paradise” ~Studio Recordings Collection~ (jap. Team K 3rd stage「脳内パラダイス」～studio recordings コレクション～) - Wydany: 1 stycznia 2013                                        | 85                         | JPN: 3542                                    |
| 2013                                           | Team K 4th Stage „Saishū Bell ga naru” ~Studio Recordings Collection~ (jap. Team K 4th stage「最終ベルが鳴る」～studio recordings コレクション～) - Wydany: 1 stycznia 2013                                   | 22                         | JPN: 11 407                                  |
| 2013                                           | Team K 5th Stage „Saka agari” ~Studio Recordings Collection~ (jap. Team K 5th stage「逆上がり」～studio recordings コレクション～) - Wydany: 1 stycznia 2013                                                  | 52                         | JPN: 6484                                    |
| 2013                                           | Team K 6th Stage „RESET” ~Studio Recordings Collection~ - Wydany: 1 stycznia 2013 | 37                         | JPN: 8967                                    |
| 2013                                           | Team B 1st Stage „Seishun Girls” ~Studio Recordings Collection~ (jap. Team B 1st stage「青春ガールズ」～studio recordings コレクション～) - Wydany: 1 stycznia 2013                                           | 91                         | JPN: 3370                                    |
| 2013                                           | Team B 2nd Stage „Aitakatta” ~Studio Recordings Collection~ (jap. Team B 2nd stage「会いたかった」～studio recordings コレクション～) - Wydany: 1 stycznia 2013                                               | 83                         | JPN: 3706                                    |
| 2013                                           | Team B 3rd Stage „Pajama Drive” ~Studio Recordings Collection~ (jap. Team B 3rd Stage「パジャマドライブ」～studio recordings コレクション～) - Wydany: 1 stycznia 2013                                        | 17                         | JPN: 15 087                                  |
| 2013                                           | Team B 4th Stage „Idol no yoake” ~Studio Recordings Collection~ (jap. Team B 4th Stage「アイドルの夜明け」～studio recordings コレクション～) - Wydany: 1 stycznia 2013                                       | 53                         | JPN: 6230                                    |
| 2013                                           | Team B 5th Stage „Theater no Megami” ~Studio Recordings Collection~ (jap. Team B 5th Stage 「シアターの女神」～studio recordings コレクション～) - Wydany: 1 stycznia 2013                                    | 43                         | JPN: 7901                                    |
| 2013                                           | Himawarigumi 1st Stage „Boku no taiyō” ~Studio Recordings Collection~ (jap. ひまわり組 1st stage「僕の太陽」～studio recordings コレクション～) - Wydany: 1 stycznia 2013                                     | 30                         | JPN: 9195                                    |
| 2013                                           | Himawarigumi 2nd Stage „Yume o shinaseru wake ni ikanai” ~Studio Recordings Collection~ (jap. ひまわり組 2nd Stage「夢を死なせるわけにいかない」～studio recordings コレクション～) - Wydany: 1 stycznia 2013 | 31                         | JPN: 6914                                    |
| 2013                                           | Team 4 1st Stage „Boku no taiyō” ~Studio Recordings Collection~ (jap. Team 4 1st Stage 「僕の太陽」～studio recordings コレクション～) - Wydany: 22 stycznia 2013                                             | 22                         | JPN: 6963                                    |
| "–" oznacza, że wydawnictwo nie było notowane. | |                            |                                              |

## Single unitów

### Hone-gumi from AKB48
Single
- „Hone Hone Waltz” (jap. ほねほねワルツ) (21.02.2007) #104

### Chocolove from AKB48
Single
- „Ashita wa ashita no kimi ga umareru” (jap. 明日は明日の君が生まれる) #18
- „Mail no namida” (jap. メールの涙) (29.08.2007) #29

Albumy
- Dessert (11.11.2007) #99

### AKBIdoling!!!
Single
- „Chū shiyōze!” (jap. チューしようぜ!) (01.04.2009)

### Nattō Angel
Single
- „Nattō Angel” (jap. ナットウエンジェル) (22.08.2009)

### Nattō Angel Z
Single
- „Nattō Man” (jap. ナットウマン) (10.07.2010)

### Queen & Elizabeth
Single
- „Love♡Wars” (31.03.2010)

### Team Dragon from AKB48
Single
- „Kokoro no hane” (jap. 心の羽根) (21.07.2010)

### Team Z
Single
- „Koi no onawa” (jap. 恋のお縄) (21.04.2011)

### Ojarumaru Sisters
Single
- „Hatsukoi wa minoranai” (jap. 初恋は実らな) (11.05.2011)

### BABY GAMBA
Single
- „Ee janaika” (jap. ええじゃないか) (11.09.2011)

### Sukeban Girls
Single
- „Tsupparu Riyū” (jap. 突っ張る理由) (10.11.2011)

### No Sleeves
Single
- „Relax!” (26.11.2008)
- „Tane” (jap. タネ) (18.03.2009)
- „Kiss no ryūsei” (jap. キスの流星) (25.11.2009)
- „Lie” (21.04.2010)
- „Kimi shika” (jap. 君しか) (04.08.2010)
- „Answer” (02.03.2011)
- „Kuchibiru furezu...” (jap. 唇 触れず・・・) (29.06.2011)
- „Pedicure day” (jap. ペディキュアday) (28.12.2011)
- „Kirigirisu jin” (jap. キリギルス人) (16.01.2013)

Albumy
- „No Sleeves” (jap. ノースリーブス) (01.01.2011)

### Team Surprise
Grupa powstała z celu współpracy z Pachinko.
Single
- „Jūryoku Sympathy” (jap. 重力シンパシー) (12.09.2012)
- „Suiyōbi no Alice” (jap. 水曜日のアリス) (12.09.2012)
- „Sono mama de” (jap. そのままで) (19.09.2012)
- „Namida ni shizumu taiyō” (jap. 涙に沈む太陽) (26.09.2012)
- „Kimi no c/w” (jap. 君のc/w) (03.10.2012)
- „1994-nen no raimei” (jap. 1994年の雷鳴) (10.10.2012)
- „Omoidasu tabi ni tsuraku naru” (jap. 思い出す度につらくなる) (17.10.2012)
- „Oteage Lullaby” (jap. お手上げララバイ) (24.10.2012)
- „Kinmokusei” (jap. キンモクセイ) (31.10.2012)
- „Suteki na sankaku kankei” (jap. 素敵な三角関係) (07.11.2012)
- „Tabidachi no toki” (jap. 旅立ちのとき) (14.11.2012)
- „AKB Festival” (jap. AKBフェスティバル) (21.11.2012)
- „Kimi ga omotteru yori...” (jap. キミが思ってるより…) (13.07.2013)
- „Dessan” (jap. デッサン) (03.08.2013)
- „Heart no Vector” (jap. ハートのベクトル) (17.08.2013)
- „Megami wa doko de hohoemu?” (jap. 女神はどこで微笑む？) (31.08.2013)
- „Mirai ga me ni shimiru” (jap. 未来が目にしみる) (06.09.2014)
- „Hungry Lion” (jap. ハングリーライオン) (06.09.2014)
- „Yume o miru nara” (jap. 夢を見るなら) (13.09.2014)
- „Hatsukoi no Kagi” (jap. 初恋の鍵) (20.09.2014)
- „Itoshisa o marumete” (jap. 愛しさを丸めて) (27.09.2014)
- „Yōchien no sensei” (jap. 幼稚園の先生) (04.10.2014)
- „Hell or Heaven” (11.10.2014)
- „Saigo ni Ice Milk o nonda no wa itsudarō?” (jap. 最後にアイスミルクを飲んだのはいつだろう？) (18.10.2014)
- „Tokimeki Antique” (jap. ときめきアンティーク) (25.10.2014)
- „Dare ga futari o deawaseta no ka?” (jap. 誰が2人を出会わせたのか？) (01.11.2014)
- „Shitsuren dōmei” (jap. 失恋同盟) (08.11.2014)
- „Bara no gishiki” (jap. バラの儀式) (15.11.2014)
- „Utsukushii kari” (jap. 美しい狩り) (02.11.2015)
- „Tetsugaku no mori” (jap. 哲学の森) (21.11.2015)
- „Ai no kawa” (jap. 愛の川) (21.11.2015)
- „Hoppe, tsuneru” (jap. ほっぺ、ツネル) (28.11.2015)

### NyaaKB with Tsuchinoko Panda
Single
- „Idol wa uunyanya no ken” (jap. アイドルはウーニャニャの件) (08.04.2015)

### Jankenmin
Single
- „Sakasazaka” (jap. 逆さ坂) (21.12.2016)

### fairy w!nk
- „Tenshi wa doko ni iru?” (jap. 天使はどこにいる?) (13.12.2017)

### Fortune cherry
- „Himawari no nai sekai” (jap. (ひまわりのない世界) (19.12.2018)

## Filmografia

### Teledyski
| Rok  | Teledysk                                                  | Reżyser                           | Pochodzenie                                                 |
| ---- | --------------------------------------------------------- | --------------------------------- | ----------------------------------------------------------- |
| 2006 | „Sakura no hanabiratachi”                                 | Yūichirō Hirakawa                 | 1 singel indie                                              |
| 2006 | „Skirt, Hirari”                                           | Wataru Takeishi                   | 2 singel indie                                              |
| 2006 | „Aitakatta”                                               | Shigeaki Kubo                     | 1. singel                                                   |
| 2007 | „Seifuku ga jama o suru”                                  | Hideaki Sunaga                    | 2. singel                                                   |
| 2007 | „Keibetsu shiteita aijō”                                  | Eiki Takahashi                    | 3. singel                                                   |
| 2007 | „BINGO!”                                                  | Eiki Takahashi                    | 4. singel                                                   |
| 2007 | „Boku no taiyō”                                           | Masaki Takehisa                   | 5. singel                                                   |
| 2008 | „Yūhi o miteiru ka?”                                      | Eiki Takahashi                    | 6. singel                                                   |
| 2008 | „Romance, irane”                                          | Wataru Takeishi                   | 7. singel                                                   |
| 2008 | „Sakura no hanabiratachi 2008”                            | Eiki Takahashi                    | 8. singel                                                   |
| 2008 | „Baby! Baby! Baby!”                                       | Yūki Mori                         | 9. singel                                                   |
| 2008 | „Ōgoe Diamond”                                            | Eiki Takahashi                    | 10. singel                                                  |
| 2009 | „10nen zakura”                                            | Eiki Takahashi                    | 11. singel                                                  |
| 2009 | „Namida Surprise!”                                        | Eiki Takahashi                    | 12. singel                                                  |
| 2009 | „Iiwake Maybe”                                            | Eiki Takahashi                    | 13. singel                                                  |
| 2009 | „Tobenai agehachō”                                        | Tatsuya Saitō                     | 13. singel                                                  |
| 2009 | „RIVER”                                                   | Eiki Takahashi                    | 14. singel                                                  |
| 2009 | „Kimi no koto ga suki dakara”                             | Tatsuya Saitō                     | 14. singel                                                  |
| 2009 | „Hikōkigumo”                                              | Hiroki Kadota                     | 14. singel                                                  |
| 2010 | „Sakura no shiori”                                        | Shunji Iwai                       | 15. singel                                                  |
| 2010 | „Majisuka Rock 'n' Roll”                                  | Futoshi Satō                      | 15. singel                                                  |
| 2010 | „Enkyori Poster”                                          | Tatsuya Saitō                     | 15. singel                                                  |
| 2010 | „Choose me!”                                              | Takeshi Maruya                    | 15. singel                                                  |
| 2010 | „Ponytail to shushu”                                      | Eiki Takahashi                    | 16. singel                                                  |
| 2010 | „Nusumareta kuchibiru”                                    | Tatsuya Saitō                     | 16. singel                                                  |
| 2010 | „Boku no YELL”                                            | Takeshi Maruya                    | 16. singel                                                  |
| 2010 | „Majijo Teppen Blues”                                     | Futoshi Satō                      | 16. singel                                                  |
| 2010 | „Heavy Rotation”                                          | Mika Ninagawa                     | 17. singel                                                  |
| 2010 | „Namida no Sea-Saw Game”                                  | Takeshi Maruya                    | 17. singel                                                  |
| 2010 | „Yasai Sisters”                                           | Kazuhiro Ōkuma                    | 17. singel                                                  |
| 2010 | „Lucky Seven”                                             | Takeshi Maruya                    | 17. singel                                                  |
| 2010 | „Beginner”                                                | Tetsuya Nakashima                 | 18. singel                                                  |
| 2010 | „Boku dake no value”                                      | Takeshi Maruya                    | 18. singel                                                  |
| 2010 | „Kimi ni tsuite”                                          | Eiki Takahashi                    | 18. singel                                                  |
| 2010 | „Nakeru basho”                                            | Tatsuya Saitō                     | 18. singel                                                  |
| 2010 | „Chance no junban”                                        | Takeshi Maruyama                  | 19. singel                                                  |
| 2010 | „Yoyaku shita Christmas”                                  | Masatsugu Nagasoe, Takeshi Maruya | 19. singel                                                  |
| 2010 | „Kurumi to Dialogue”                                      | Taikō Nakamura                    | 19. singel                                                  |
| 2010 | „ALIVE”                                                   | Takeshi Maruya                    | 19. singel                                                  |
| 2010 | „Love Jump”                                               | Tatsuya Saitō                     | 19. singel                                                  |
| 2011 | „Sakura no ki ni narō”                                    | Hirokazu Koreeda                  | 20. singel                                                  |
| 2011 | „Gūzen no jūjiro”                                         | Yōsei Ōhashi                      | 20. singel                                                  |
| 2011 | „Kiss made 100 Mile”                                      | Takeshi Maruya                    | 20. singel                                                  |
| 2011 | „Area K”                                                  | Taikō Nakamura                    | 20. singel                                                  |
| 2011 | „Everyday, Katyusha”                                      | Katsuyuki Motohiro                | 21. singel                                                  |
| 2011 | „Korekara Wonderland”                                     | Taikō Nakamura                    | 21. singel                                                  |
| 2011 | „Yankee Soul”                                             | Futoshi Satō                      | 21. singel                                                  |
| 2011 | „Hito no chikara”                                         | Takeshi Maruya                    | 21. singel                                                  |
| 2011 | „Flying Get”                                              | Yukihiko Tsutsumi                 | 22. singel                                                  |
| 2011 | „Flying Get” (Dancing Version)                            | Yukihiko Tsutsumi                 | 22. singel                                                  |
| 2011 | „Dakishimecha ikenai”                                     | Taikō Nakamura                    | 22. singel                                                  |
| 2011 | „Seishun to kizukanai mama”                               | Futoshi Satō                      | 22. singel                                                  |
| 2011 | „Ice no kuchizuke”                                        | Takeshi Maruya                    | 22. singel                                                  |
| 2011 | „Kaze wa fuiteiru”                                        | Hideki Kuroda                     | 23. singel                                                  |
| 2011 | „Kaze wa fuiteiru” (Dance! Dance! Dance! Ver.)            | Hideki Kuroda                     | 23. singel                                                  |
| 2011 | „Kimi no senaka”                                          | Eiki Takahashi                    | 23. singel                                                  |
| 2011 | „Vamos”                                                   | Taikō Nakamura                    | 23. singel                                                  |
| 2011 | „Gondola Lift”                                            | Takeshi Maruya                    | 23. singel                                                  |
| 2011 | „Ue kara Mariko”                                          | Eiki Takahashi                    | 24. singel                                                  |
| 2011 | „Noël no yoru”                                            | Hiroyuki Nakano                   | 24. singel                                                  |
| 2011 | „Rinjin wa kizutsukanai”                                  | Taikō Nakamura                    | 24. singel                                                  |
| 2011 | „Zero-sum taiyō”                                          | Takeshi Maruyama                  | 24. singel                                                  |
| 2011 | „Yobisute Fantasy”                                        | Mika Ninagawa                     | 24. singel                                                  |
| 2012 | „GIVE ME FIVE!”                                           | Shigemichi Sugita                 | 25. singel                                                  |
| 2012 | „Sweet & Bitter”                                          | Hiroyuki Nakano                   | 25. singel                                                  |
| 2012 | „NEW SHIP”                                                | Hideaki Fukui                     | 25. singel                                                  |
| 2012 | „Hitsujikai no tabi”                                      | Taikō Nakamura                    | 25. singel                                                  |
| 2012 | „Manatsu no Sounds good!”                                 | Shinji Higuchi                    | 26. singel                                                  |
| 2012 | „Manatsu no Sounds good!” (Dance ver.)                    | Shinji Higuchi                    | 26. singel                                                  |
| 2012 | „Mitsu no namida”                                         | Hideaki Fukui                     | 26. singel                                                  |
| 2012 | „Chōdai, Darling!”                                        | Taikō Nakamura                    | 26. singel                                                  |
| 2012 | „Gugutasu no sora”                                        | Yu-ya HARA                        | 26. singel                                                  |
| 2012 | „Gingham Check”                                           | Joseph Kahn                       | 27. singel                                                  |
| 2012 | „Yume no kawa”                                            | Eiki Takahashi                    | 27. singel                                                  |
| 2012 | „Do Re Mi Fa onchi”                                       | Yu-ya Hara                        | 27. singel                                                  |
| 2012 | „Nante Bohemian”                                          | Taikō Nakamura                    | 27. singel                                                  |
| 2012 | „Show fight!”                                             | Takeshi Maruyama                  | 27. singel                                                  |
| 2012 | „UZA”                                                     | Joseph Kahn                       | 28. singel                                                  |
| 2012 | „UZA” (Dance Ver.)                                        | Joseph Kahn                       | 28. singel                                                  |
| 2012 | „Tsugi no Season”                                         | Hidenobu Tanabe                   | 28. singel                                                  |
| 2012 | „Kodoku na hoshizora”                                     | Taikō Nakamura                    | 28. singel                                                  |
| 2012 | „Gingham Check Music Video ~Takahashi Eiki kantoku ver.~” | Eiki Takahashi                    | 28. singel                                                  |
| 2012 | „Scrap & Build”                                           | Kensaku Kakimoto                  | 28. singel                                                  |
| 2012 | „Seigi no mikata ja nai Hero”                             | Yasuhiko Shimizu                  | 28. singel                                                  |
| 2012 | „Eien Pressure”                                           | Eiki Takahashi                    | 29. singel                                                  |
| 2012 | „Totteoki Christmas”                                      | Takeshi Maruyama                  | 29. singel                                                  |
| 2012 | „Team B oshi”                                             | Taikō Nakamura                    | 29. singel                                                  |
| 2012 | „First Rabbit”                                            | Kensaku Kakimoto                  | 29. singel                                                  |
| 2012 | „Sakura no hanabiratachi ~Maeda Atsuko solo ver.~”        | Takeshi Maruyama                  | 29. singel                                                  |
| 2012 | „Eien yori tsuzuku yō ni”                                 | Taikō Nakamura                    | 29. singel                                                  |
| 2013 | „So long!”                                                | Nobuhiko Ōbayashi                 | 30. singel                                                  |
| 2013 | „Waiting room”                                            | Toshirō Sonoda                    | 30. singel                                                  |
| 2013 | „Ruby”                                                    | Kensaku Kakimoto                  | 30. singel                                                  |
| 2013 | „Yūhi Marie”                                              | Yasuhiko Shimizu                  | 30. singel                                                  |
| 2013 | „Sokode inu no unchi funjau kane?”                        | Wataru Takeishi                   | 30. singel                                                  |
| 2013 | „Sugar Rush”                                              | Mika Ninagawa                     | 30. singel                                                  |
| 2013 | „Sayonara Crawl”                                          | Mika Ninagawa                     | 31. singel                                                  |
| 2013 | „Sayonara Crawl ~Mizugi ver.~”                            | Mika Ninagawa                     | 31. singel                                                  |
| 2013 | „Bara no kajitsu”                                         | Taikō Nakamura                    | 31. singel                                                  |
| 2013 | „Ikiru koto”                                              | Takeshi Maruya                    | 31. singel                                                  |
| 2013 | „How come?”                                               | Yasuhiko Shimizu                  | 31. singel                                                  |
| 2013 | „Romance kenjū”                                           | Hideaki Fukui                     | 31. singel                                                  |
| 2013 | „Hasute to wasute”                                        | Wataru Takeishi                   | 31. singel                                                  |
| 2013 | „Hashire! Penguin”                                        | Eiki Takahashi                    | AKB 48 Request Hour Set List Best 100 2013                  |
| 2013 | „Hashire! Penguin ~other ver.~”                           | Eiki Takahashi                    | AKB 48 Request Hour Set List Best 100 2013                  |
| 2013 | „Koisuru Fortune Cookie”                                  | Kōsai Sekine                      | 32. singel                                                  |
| 2013 | „Ai no imi o kangaete mita”                               | Teppei Nakamura                   | 32. singel                                                  |
| 2013 | „Kondo koso Ecstasy”                                      | Tetsuo Inoue                      | 32. singel                                                  |
| 2013 | „Suitei Marmalade”                                        | Kazuaki Seki                      | 32. singel                                                  |
| 2013 | „Saigo no Door”                                           | Shigeaki Kubo                     | 32. singel                                                  |
| 2013 | „Namida no sei janai”                                     | Eiki Takahashi                    | 32. singel                                                  |
| 2013 | „Heart Electric”                                          | Shūsuke Kaneko                    | 33. singel                                                  |
| 2013 | „Heart Electric ~Dance ver.~”                             | Shūsuke Kaneko                    | 33. singel                                                  |
| 2013 | „Kaisoku to dōtai shiryoku”                               | Taikō Nakamura                    | 33. singel                                                  |
| 2013 | „Kiss made Countdown”                                     | Wataru Takeishi                   | 33. singel                                                  |
| 2013 | „Sasameyuki Regret”                                       | Tetsuo Inoue                      | 33. singel                                                  |
| 2013 | „Kimi dake ni Chu! Chu! Chu!”                             | Kazuaki Seki                      | 33. singel                                                  |
| 2013 | „Tiny T-shirt”                                            | Yasuyuki Yamaguchi                | 33. singel                                                  |
| 2013 | „Seijun Philosophy”                                       | Hideaki Fukui                     | 33. singel                                                  |
| 2013 | „Kimi no hohoemi o yume ni miru”                          | Ryūhei Kitamura                   | 34. singel                                                  |
| 2013 | „Kimi no hohoemi o yume ni miru ~Short Film ver.~”        | Ryūhei Kitamura                   | 34. singel                                                  |
| 2013 | „Mosh & Dive”                                             | Ryūhei Kitamura                   | 34. singel                                                  |
| 2013 | „Party is over”                                           | Eiki Takahashi                    | 34. singel                                                  |
| 2013 | „LOVE shugyō”                                             | Taikō Nakamura                    | 34. singel                                                  |
| 2014 | „Mae shika mukanee”                                       | Naoto Kumazawa                    | 35. singel                                                  |
| 2014 | „Mae shika mukanee -Dance ver.-”                          | Naoto Kumazawa                    | 35. singel                                                  |
| 2014 | „Kinō yori motto suki”                                    | Wataru Saitō                      | 35. singel                                                  |
| 2014 | „Kimi no uso o shitteita”                                 | Takeshi Maruya                    | 35. singel                                                  |
| 2014 | „Himitsu no Diary”                                        | Takatoshi Tsuchiya                | 35. singel                                                  |
| 2014 | „KONJO”                                                   | Smith                             | 35. singel                                                  |
| 2014 | „Labrador Retriever”                                      | Tatsuyuki Kobayashi               | 36. singel                                                  |
| 2014 | „Kyō made no Melody”                                      | Eiki Takahashi                    | 36. singel                                                  |
| 2014 | „Kimi wa kimagure”                                        | Wataru Takeishi                   | 36. singel                                                  |
| 2014 | „Itoshiki Rival”                                          | Taikō Nakamura                    | 36. singel                                                  |
| 2014 | „B Garden”                                                | Wataru Saitō                      | 36. singel                                                  |
| 2014 | „Heart no dasshutsu Game”                                 | Takatoshi Tsuchiya                | 36. singel                                                  |
| 2014 | „Kokoro no Placard”                                       | Eiji Tanigawa                     | 37. singel                                                  |
| 2014 | „Dareka ga nageta Ball”                                   | Wataru Saitō                      | 37. singel                                                  |
| 2014 | „Hito natsu no hankōki”                                   | Smith                             | 37. singel                                                  |
| 2014 | „Seikaku ga warui onna no ko”                             | Wataru Takeishi                   | 37. singel                                                  |
| 2014 | „Chewing Gum no aji ga nakunaru made”                     | Takatoshi Tsuchiya                | 37. singel                                                  |
| 2014 | „Sailor Zombie”                                           | Taikō Nakamura                    | 37. singel                                                  |
| 2014 | „Oshiete Mommy”                                           | Taikō Nakamura                    | 37. singel                                                  |
| 2014 | „Kibōteki Refrain”                                        | Hideyuki Tanaka                   | 38. singel                                                  |
| 2014 | „Kibōteki Refrain -Live Ver.-”                            | Hideyuki Tanaka                   | 38. singel                                                  |
| 2014 | „Ima, Happy”                                              | Tarō Okagawa                      | 38. singel                                                  |
| 2014 | „Ambulance”                                               | Naokazu Mitsuishi                 | 38. singel                                                  |
| 2014 | „Utaitai”                                                 | Kazuma Ikeda                      | 38. singel                                                  |
| 2014 | „Seifuku no hane”                                         | Eiki Takahashi                    | 38. singel                                                  |
| 2014 | „Kaze no rasen”                                           | Taikō Nakamura                    | 38. singel                                                  |
| 2014 | „Harukaze Pianissimo”                                     | Takeshi Maruya                    | 1. singel Miki Watanabe „Yasashiku suru yori Kiss wo shite” |
| 2015 | „Jūjun na Slave”                                          | Taikō Nakamura                    | album Koko ga Rhodes da, koko de tobe!                      |
| 2015 | „Hajimete no Drive”                                       | Takatoshi Tsuchiya                | album Koko ga Rhodes da, koko de tobe!                      |
| 2015 | „Loneliness Club”                                         | Tetsuo Inoue                      | album Koko ga Rhodes da, koko de tobe!                      |
| 2015 | „Me o aketa mama no First Kiss”                           | Tsuyoshi Inoue                    | album Koko ga Rhodes da, koko de tobe!                      |
| 2015 | „47 no suteki na machi e”                                 | Eiki Takahashi                    | album Koko ga Rhodes da, koko de tobe!                      |
| 2015 | „Reborn”                                                  | Eiki Takahashi                    | album Koko ga Rhodes da, koko de tobe!                      |
| 2015 | „Green Flash”                                             | Hirokazu Koreeda                  | 39. singel                                                  |
| 2015 | „Majisuka Fight”                                          | 松井夢壮                          | 39. singel                                                  |
| 2015 | „Haru no hikari chikazuita natsu”                         | Tsuyoshi Inoue                    | 39. singel                                                  |
| 2015 | „Yankee Rock”                                             | 松井夢壮                          | 39. singel                                                  |
| 2015 | „Hakimono to kasa no monogatari”                          | Tetsuo Inoue, Toshiaki Hanzaki    | 39. singel                                                  |
| 2015 | „Aisatsu kara hajimeyō”                                   | Takatoshi Tsuchiya                | 39. singel                                                  |
| 2015 | „Bokutachi wa tatakawanai”                                | Keishi Ōtomo                      | 40. singel                                                  |
| 2015 | „Summer side”                                             | Naokazu Mitsuishi                 | 40. singel                                                  |
| 2015 | „„Danshi” wa kenkyū taishō”                               | Nobuaki Hongō                     | 40. singel                                                  |
| 2015 | „Kafka to Dendenmu Chu!”                                  | Takatoshi Tsuchiya                | 40. singel                                                  |
| 2015 | „Kegarete iru shinjitsu”                                  | Tsuyoshi Inoue                    | 40. singel                                                  |
| 2015 | „Barebare bushi”                                          | Tetsuo Inoue                      | 40. singel                                                  |
| 2015 | „Kimi no dai ni shō”                                      | Taikō Nakamura                    | 40. singel                                                  |
| 2015 | „Halloween Night”                                         | Kazuaki Seki                      | 41. singel                                                  |
| 2015 | „Sayonara Surfboard”                                      | Takatoshi Tsuchiya                | 41. singel                                                  |
| 2015 | „Kimi ni Wedding Dress o...”                              | Taikō Nakamura                    | 41. singel                                                  |
| 2015 | „Kimi dake ga akimeiteita”                                | Tsuyoshi Inoue                    | 41. singel                                                  |
| 2015 | „Mizu no naka no dendōritsu”                              | Naokazu Mitsuishi                 | 41. singel                                                  |
| 2015 | „Ippome ondo”                                             | Tetsuo Inoue                      | 41. singel                                                  |
| 2015 | „Yankee Machine Gun”                                      | Tarō Ōtani, Tetsurō Nishibori     | 41. singel                                                  |
| 2015 | „Kuchibiru ni Be My Baby”                                 | Eiki Takahashi                    | 42. singel                                                  |
| 2015 | „365 nichi no kamihikōki”                                 | Takatoshi Tsuchiya                | 42. singel                                                  |
| 2015 | „Kimi o kimi o kimi o...”                                 | Tsuyoshi Inoue                    | 42. singel                                                  |
| 2015 | „Yasashii place”                                          | Nobuaki Hongō                     | 42. singel                                                  |
| 2015 | „Madonna no sentaku”                                      | Wataru Takeishi                   | 42. singel                                                  |
| 2015 | „Onēsan no hitorigoto”                                    | Ryōhei Shingū                     | 42. singel                                                  |
| 2015 | „Amanojaku batta”                                         | Tetsuo Inoue                      | 42. singel                                                  |
| 2015 | „Kin no hane o motsu hito yo”                             | Naokazu Mitsuishi                 | 42. singel                                                  |
| 2015 | „Senaka kotoba”                                           | Taikō Nakamura                    | 42. singel                                                  |
| 2015 | „Nanka, chotto, kyū ni”                                   | Nobb Sueyoshi                     | 42. singel                                                  |
| 2015 | „Kimi wa ima made dokoni ita?”                            | Naokazu Mitsuishi                 | 1. singel Nany Fujity „Migiashi Evidence”                   |
| 2016 | „Kimi wa Melody”                                          | Mika Ninagawa                     | 43. singel                                                  |
| 2016 | „LALALA Message”                                          | Shōhei Gotō                       | 43. singel                                                  |
| 2016 | „Mazariau mono”                                           | Takeshi Maruya                    | 43. singel                                                  |
| 2016 | „Tsubasa wa iranai”                                       | Yasuo Baba                        | 44. singel                                                  |
| 2016 | „Set me free”                                             | Tetsuo Inoue                      | 44. singel                                                  |
| 2016 | „Koi o suru to baka o miru”                               | Takatoshi Tsuchiya                | 44. singel                                                  |
| 2016 | „Kangaeru hito”                                           | Taikō Nakamura                    | 44. singel                                                  |
| 2016 | „Aishū no Trumpeter”                                      | Naokazu Mitsuishi                 | 44. singel                                                  |
| 2016 | „Yume e no Route”                                         | Taikō Nakamura                    | 44. singel                                                  |
| 2016 | „Tsubasa wa iranai -Kanzen-ban-”                          | Yasuo Baba                        | 44. singel                                                  |
| 2016 | „LOVE TRIP”                                               | Daiki Ōno                         | 45. singel                                                  |
| 2016 | „Shiawase o wakenasai”                                    | Michihiko Yanai                   | 45. singel                                                  |
| 2016 | „Hikari to kage no hibi”                                  | Taikō Nakamura                    | 45. singel                                                  |
| 2016 | „Densetsu no sakana”                                      | Atsunori Tōichi                   | 45. singel                                                  |
| 2016 | „Shinka shitenē jan”                                      | Yoshiharu Seri                    | 45. singel                                                  |
| 2016 | „Kishi ga mieru umi kara”                                 | ZUMI                              | 45. singel                                                  |
| 2016 | „2016-nen no Invitation”                                  | Ryōhei Shingū                     | 45. singel                                                  |
| 2016 | „Hikari no naka e”                                        | Naokazu Mitsuishi                 | 45. singel                                                  |
| 2016 | „Shiawase o wakenasai” (Long ver.)                        | Michihiko Yanai                   | 45. singel                                                  |